# Рувруа (Эна)
Рувруа́ (фр. Rouvroy) — коммуна во Франции, находится в регионе Пикардия. Департамент коммуны — Эна. Входит в состав кантона Сен-Кантен-2. Округ коммуны — Сен-Кантен.
Код INSEE коммуны — 02659.

## Население
Население коммуны на 2010 год составляло 439 человек.
| 1962 | 1968 | 1975 | 1982 | 1990 | 1999 | 2010 |
| ---- | ---- | ---- | ---- | ---- | ---- | ---- |
| 329  | 316  | 400  | 510  | 464  | 425  | 439  |

## Экономика
В 2010 году среди 284 человек трудоспособного возраста (15—64 лет) 198 были экономически активными, 86 — неактивными (показатель активности — 69,7 %, в 1999 году было 71,7 %). Из 198 активных жителей работали 179 человек (96 мужчин и 83 женщины), безработных было 19 (5 мужчин и 14 женщин). Среди 86 неактивных 18 человек были учениками или студентами, 45 — пенсионерами, 23 были неактивными по другим причинам.